# Ксав'є Марм'є
Ксав'є Марм'є (фр. Xavier Marmier; 22 червня 1808 — 11 жовтня 1892) — французький письменник, перекладач, мандрівник.

## Життєпис
Походив зі священницького роду. Син Жан-Франсуа-Ксав'є Марм'є, митника, і Марі Габріель Онорін Майо. Народився 1808 року в Понтарльє. У віці 7 років він втік з дому, щоб без грошей подорожувати до Швейцарії. 1816 року втік із семінарії Нозерой, куди його влаштували.
У 1828 році він вирушив до Безансону. Його друг Чарльз Вайс запропонував йому посаду заступника бібліотекаря, від чого він відмовився, вирушивши до Парижу. Потім подорожував до Піренеїв, за цим відвідав Лондон. Повернувшись до Франш-Конте, написав статтю для газети «L'Impartial».
1831 року переїхав до Лейпцигу, потім до Дрездену із рештою оселився в Берліні. Прекрасно вивчивши німецьку мову, звернув на себе увагу статями про німецьку літературу. На початку 1830-х років став редактором «Nouvelle Revue Germanique». Він опублікував десятки статей про Німеччину, етюди про Гете (1835 рік), Шіллера, Гофмана у провідних французьких журналах. Також добре вивчив російську мову. У 1834 року у журналі «Телескоп» у перекладах У. Р. Бєлінського було надруковано 5 статей Марм'є, в 1837 року «Московський спостерігач» надрукував його «Німецькі перекази».
У 1836 році брав участь у науковій експедиції, спорядженій Французькою академією на корветі «Recherche», для вивчення північних морів. Побував в Ісландії, Данії, Швеції, де вивчав місцеву літературу, історію та культуру. 1838 року в Стокгольмі йому запропонували приєднатися до експедиції до північної Норвегії, якою Мар'є дістався Шпіцбергену. У 1839 році він був призначений професором іноземної літератури на факультеті Реннського університету, але через кілька місяців виїхав на Північний полюс.
Продовжуючи подорожувати, відвідав королівством Нідерланди, Російською імперією (зокрема в царстві Польському і великому князівстві Фінляндському). У травні 1842 року Марм'є познайомився в Ґельсінгфорсі з Яковом Гротом і незабаром прибув до Санкт-Петербурга, а потім рушив до Москви. Був знайомий з Миколою Гоголем, Іваном Тургенєвим і Левом Толстим. Потім побував в Сирії та Алжирі. Повернувшись до Парижу, він був призначений бібліотекарем у Міністерстві народної освіти. У 1846 році він став куратором, а потім головним адміністратором бібліотеки Сент-Женев'єв у Парижі та історіографом Морського міністерства.
9 вересня 1848 року він виїхав до Америки, де послідовно відвідав Кубу, Аргентину та Уругвай. Потім він повернувся до Франції в серпні 1850 року, але через два роки вирушив у подорож, яка привела його до Німеччини, Швейцарії, Італії та Чорногорії. Одружується, але наступного року дружина з дитиною помирають під час пологів.
1870 року стає членом Французької академії. 1873 року отримав орден Почесного легіону. У 1876 і 1877 роках він двічі виставляв кандидатуру в парламент від легістів по округу Понтарльє і зазнав невдачі проти свого супротивника-республіканця. 1879 року через погіршення здоров'я вимушен був відмовитися від дипломатичної посади в Канаді. Решту життя займався дослідженням та письменництвом, практично не залишаючи Париж. Помер 1892 року. Залишив у своєму заповіті 6000 книг бібліотеці Понтарльє і 1000 франків книготорговцям на набережних Парижа. Також заповів гроші благодійним установам, 30 000 франків Академії на допомогу бідним письменникам.

## Творчість
Зібрані під час мандрівкою Скандинавією матеріали він опублікував у низці праць: «Історія Ісландії» (1838), «Історія літератури в Данії та Швеції» (1839), «Спогади про подорожі» (1841), «Популярні пісні Півночі» (1842), «Вірші мандрівника» (1843), «Подорож Північної вченої комісії» (1844).
У 1843 році у 2-х томах вийшла його книга «Долаючи Росію, Фінляндію та Польщу», яка в німецькому перекладі з'явилася в 1844 році, а в 1851 була перевидана. У Російській імперії її було негайно заборонено через «надто вільних суджень», а саме, те що автор виокремлював Фінляндію та Польщу від Росії.
Свої подорожі У 1840-х роках він описав у кількох книгах: «Від Рейну до Нілу» (1847), «Листи про Алжир» (1847), «Листи про Америку» (1852), «Листи про Адріатику і Чорногорію» (1854), «Від Дунаю до Кавказу» (1854), «Літо біля Балтики» (1856), «Мальовнича подорож до Німеччини» (1858-59), «Америка і Європа» (1859), «Подорож до Швейцарії» (1861), «Подорожі та література» (1862, 1888), «Зі сходу на захід, подорожі та література» (1867), «Сполучені Штати і Канада» (1875), «У далеких країнах: Франція та її колонії» (1876); «У Франш-Конта» (1884).
Марм'є написав кілька романів і оповідань: «Наречені Шпіцбергену» (1858), «Газіда» (1860), «Німецькі та скандинавські оповідання» (1860), «Елен і Сюзанна» (1862), «В Ельзасі— скупий і його скарб» (1863)
Ксав'є Марм'є зробив передусім внесок у те, щоб скандинавська та німецька література стала відомою у Франції. Здійснив низку перекладів творів Миколи Гоголя, Володимира Соллогуба, Василя Жуковського, Олександра Пушкіна та Михайла Лермонтова.

## Стиль
Праці, які стосуються побуту і словесності народів, страждають часом поверховістю, але загалом відповідали реаліям. Їх написано дотепно та легко.